# Чёрные копатели
Чёрные копатели (гробокопатели, кладоискатели, копатели, лесники, курганщики, бугровики) — ставшее традиционным название для одиночек или групп, занимающихся нелегальным поиском исторических артефактов на археологических объектах, не имея на то официального разрешения.

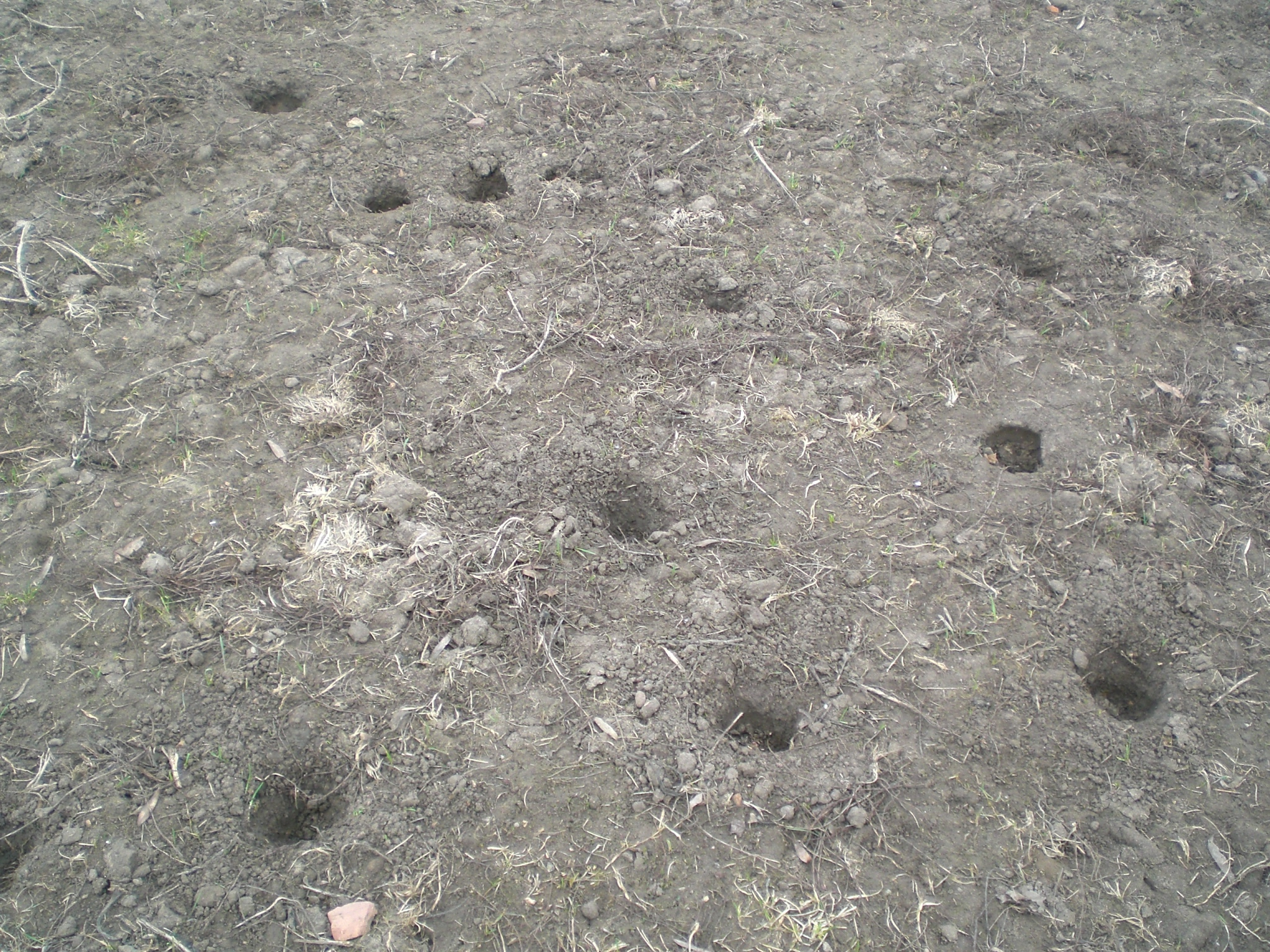
Грабительские ямы, оставленные чёрными копателями

Как правило, предметы, полученные из нелегальных раскопок, продаются через перекупщиков либо через аукционы, тематические группы в социальных сетях или онлайн-форумы.

## История
Практика ограбления могильников и археологических памятников существовала почти во все времена и по всему миру. Законодательные запреты на ограбление могил появились ещё в Древнем Египте.
Гробокопатели особенно активизируются в периоды политической нестабильности, но и благополучные страны имеют эту проблему (англ. Разграбление могил, Ночные ястребы). В годы Второй мировой войны и в послевоенный период в поисках золота и драгоценностей польские крестьяне выкапывали останки евреев из братских могил на территории бывшего концентрационного лагеря Треблинка. Историк Ян Гросс утверждает, что «мародёрство в годы Второй мировой войны носило в Польше массовый характер». В Латинской Америке черные копатели известны как «уакерос» — грабители могил (исп. huaqueo).

## На Ближнем Востоке
Ограбление археологических памятников в странах Ближнего Востока стало массовым ещё в XIX веке, часто с целью продажи ценностей в музеи. Усугубилась ситуация в регионе во время гражданских войн и возникновения ИГ.

### Египет
Первые случаи ограбления могильников начались ещё с момента их создания, усугубила ситуацию арабская весна, когда многие объекты культурного наследия остались без охраны.
Анализ спутниковых снимков показывает, что около 211 археологических памятников в Египте пострадали от грабительских раскопок.

### Сирия
Огромный урон историко-культурному наследию Сирии был нанесен длительной гражданской войной. Усугубилась ситуация в регионе во время гражданских войн и возникновения ИГ. Террористы показательно уничтожали статуи в музеях, но при этом предметы из музейных коллекций попадали на черный рынок. В составе ИГ существовал «отдел древностей», занимавшейся поиском и продажей археологических артефактов, с целью пополнения бюджета. Артефакты продавались по всему миру, в том числе в страны Европы и США, через группы в социальных сетях, при этом продавцы должны были заплатить налог с продажи посреднику, связанному с ИГ.
Кроме того, ИГ проводило нелегальные раскопки, около 4500 археологических памятников подверглось ограблению. В результате нестабильности в регионе привели к значительному росту объемов на черном рынке культурных ценностей. Такие античные города, как Дура-Эвропос, Апамея подверглись значительному ограблению за время гражданской войны и военных действий коалиции против «Исламского государства».

## Восточная Европа

### Балканы
Несмотря на запрет нелегальных раскопок во всех странах бывшей Югославии, весьма развиты нелегальные раскопки для последующей продажи культурных ценностей за границу посредством таких интернет-площадок, как EBay и аналогичных.

## На постсоветском пространстве
До революции разграблением курганов занимались так называемые «бугровщики», которые по следам слухов искали золото в курганах. По всей видимости, слухи о могильном золоте запускались ими же, чтобы не платить подать за добычу золота с тайных приисков.
В СССР эпизодически раскапывались памятники жителями близлежащих селений.
В России, Украине и Беларуси значительный рост нелегальных раскопок наблюдается в 90-е годы. Кроме политической нестабильности и кризиса 90-х, сыграла свою роль публикация археологических карт в открытом доступе и появление в свободной продаже доступных металлодетекторов.
В странах бывшего соцблока усугубляет ситуацию правовой нигилизм, когда нелегальный поиск и последующая продажа археологических ценностей практически не наказывается. Как пишет археолог Е. В. Яровой, в России, на Украине и в других странах явление приобрело катастрофические масштабы.
Специалисты заявляют, что ситуация с кладами ещё более острая. Клады стремительно выбирают, за редким исключением расчленяя на отдельные предметы, и сбывают на чёрном рынке.
Некоторые кладоискатели обследуют выселенные дома в городах («домушники», «чердачники», «подпольщики») или различные подземелья («диггеры»), другие ищут утерянные предметы на пляжах («пляжники»). Ещё одно направление занимается подводным поиском («дайверы»).
По словам археолога Е. В. Ярового, вместе с черными копателями часто действуют другие «вспомогательные» структуры: посредники, перекупщики, информаторы, проводники экспедиций и, возможно, отдельные профессиональные археологи. Иногда чёрные археологи также действуют при посредничестве фирм, продающих «разрешения» на снос памятников.

### Поиск предметов ВОВ
Отдельные черные копатели («трофейщики», «боевики», «чёрные следопыты») занимаются поиском на местах боёв, преимущественно Великой Отечественной войны. Деятельность трофейщиков приняла массовый характер сразу после присоединения к РСФСР Кёнигсберга, где ими, кроме прочего, осуществлялся поиск захоронок (тайников) выселенного немецкого населения и разрывались с целью ограбления могилы.
Основными находками трофейщиков являются: оружие, боеприпасы, взрывчатка, части амуниции, награды, солдатские жетоны и т. п. Некоторые занимаются реставрацией оружия. Часто находки идут в продажу, в том числе оружие и взрывчатка, в которых заинтересован преступный мир. В России создаваемые коллекции оружия зачастую не соответствуют имеющемуся законодательству, поэтому при обнаружении конфискуются.

### Правовой статус в России
В России охрана археологических памятников регламентируется ФЗ № 73 «Об объектах культурного наследия (памятниках истории и культуры) народов Российской Федерации». По закону все археологические предметы являются государственной собственностью и подлежат передаче в государственные музеи.
Проведение раскопок без открытого листа наказывается штрафом до двух тысяч рублей для физических лиц и до пятидесяти тысяч рублей для юридических лиц. Полученное в результате нелегальных раскопок конфискуется (КоАП РФ 7.15). Нанесение же ущерба археологическому памятнику является уголовно наказуемым и карается лишением свободы на срок до шести лет (ст. 243 УК РФ).
Перепродажа археологических артефактов запрещена, особенно преследуется вывоз археологических ценностей за пределы РФ (226.1 УК РФ).

## Вред для археологического наследия
Археологически доказано, нами доказано… что даже в абсолютно перепаханном культурном слое материальная культура не смещается более чем на 5 метров. Представьте себе, разбился горшок, и он лежит над некоей постройкой. Её пашут, туда, сюда, «Кировцами» — она не смещается. А если вы детальный сбор провели, то вы ещё до раскопок установите распространение — где была кузница, где стояли жилые дома… До раскопок, просто сбор подъёмного материала, планшетный. И вот приходит чёрный археолог.Олег Двуреченский. Почему «чёрные копатели» —  враги науки? // Учёные против мифов’2016.

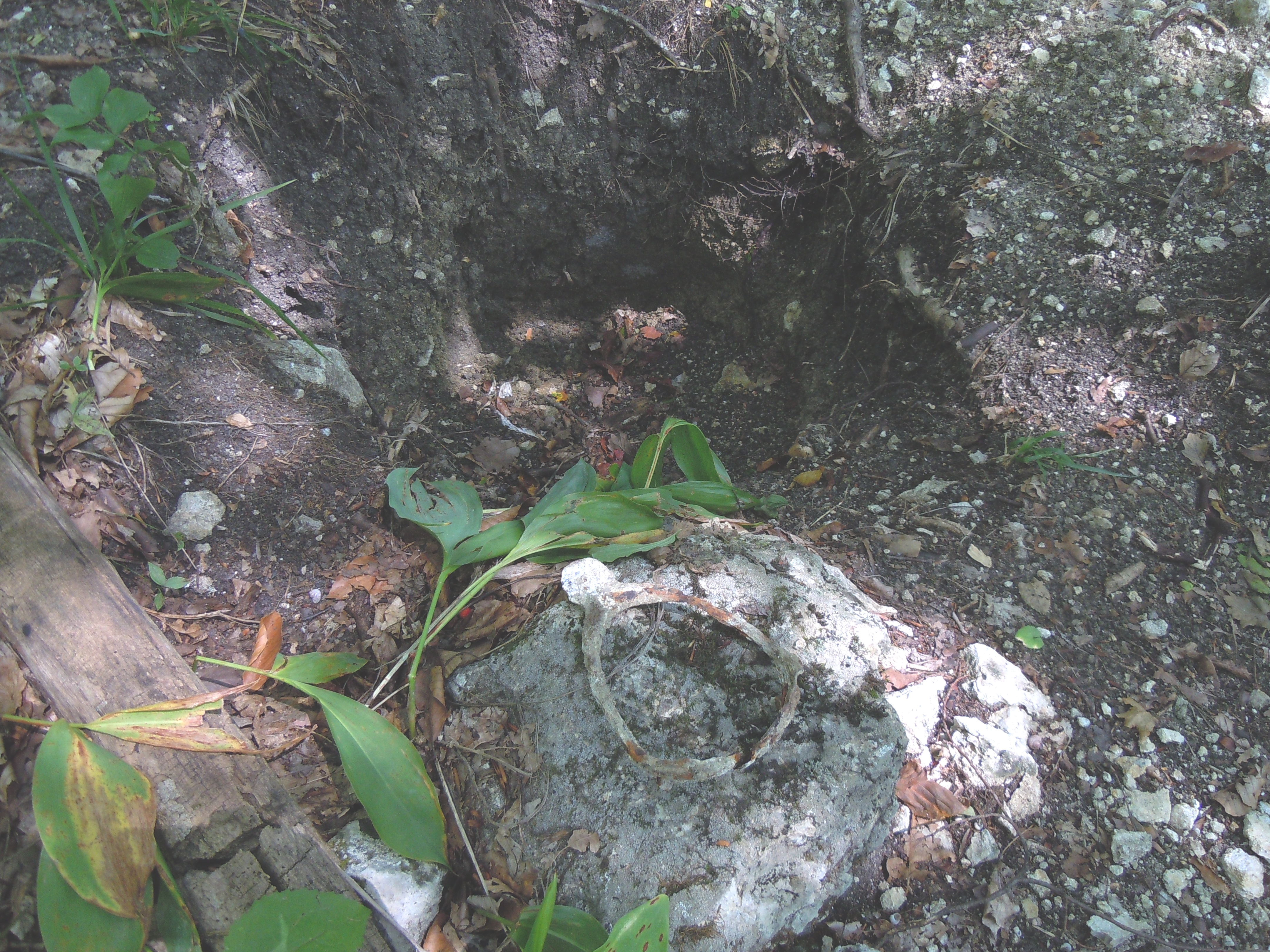
Одна из ям, вырытых чёрным копателем, и брошенная находка, 2013

Чёрные копатели наносят вред памятникам археологии — в первую очередь тем, что нарушают археологический контекст, в котором была найдена вещь. Уничтожение археологических памятников наносит ущерб культурному наследию, лишая науку возможности восстановить многие страницы истории.
Против деятельности чёрных копателей и свободной продажи металлоискателей в России выступают некоторые археологи, историки и иные обеспокоенные граждане. Также они против использования слова «чёрная археология» для чёрных копателей, поскольку считают, что использование слова «археология» оправдывает их деятельность.
В некоторых[каких?] странах Европы продажа металлоискателей запрещена, а в отдельных странах бывшего СССР (Литва, Молдова, Украина) запрещено без специального разрешения использовать металлоискатели при организации научно-археологических исследований.
По мнению арехологов М. И. Медведева и Г. Г. Давыденко, происходящее является следствием бездействия и коррупции в правоохранительных органах и судебной системы, несовершенства законодательства и подзаконных нормативных актов.

## Борьба с черными копателями
В России ФСБ проводит рейды по предотвращению продажи археологических ценностей. За 2014—2016 гг. МВД и ФСБ в Краснодарском крае было изъято свыше 2000 нелегально добытых археологических артефактов. В 2020 году в Севастополе сотрудники ФСБ задержали двух человек за незаконные раскопки на памятнике археологии. В 2021 году обвинение по статье 243.2 УК РФ (незаконные поиск и (или) изъятие археологических предметов из мест залегания) было предъявлено 4 жителям Владимирской области, было изъято больше 1000 археологических артефактов, относящихся к племени мурома.

## Представленность в медиапространстве
Сообщество копателей содержит десятки форумов в Интернете, где обсуждаются находки, выставляются на продажу, ищутся напарники для совместных вылазок, предлагаются кладоискательские туры.
Деятельность чёрных копателей показана в фильме «Мы из будущего».